# حلوى سكرية

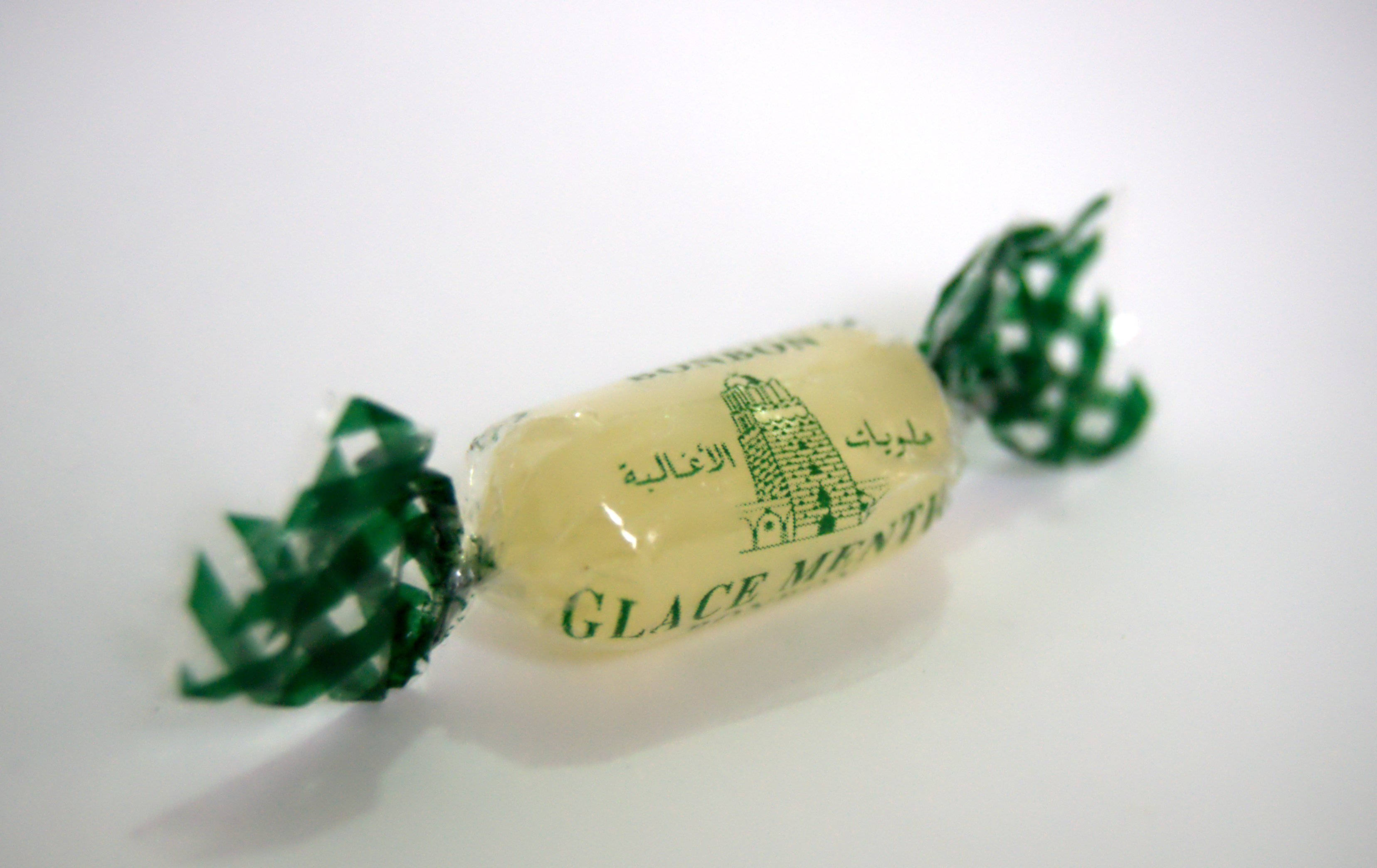
حلوى سكرية بالنعناع في تونس

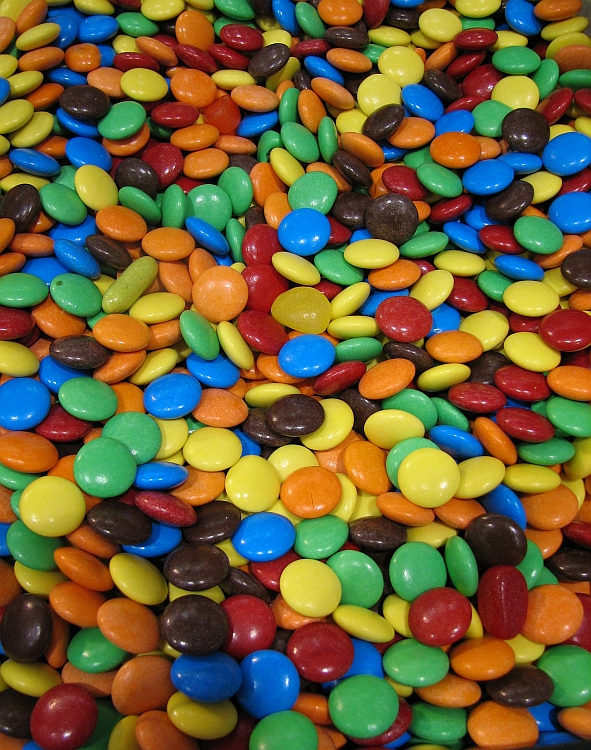
متعدد الالوان السكر، والصقيل أزرار الشوكولاته المغلفة

القَنْد أو حلوى السكر هي حلوى مصنوعة من محلول السكر في الماء، بإضافة النكهات والصبغات. وتأتى الحلوى السكرية في ألوان وأصناف عديدة ولها تاريخ طويل في الثقافة الشعبية.

## التأثيل
القند هو قصب السكر المجمد. وأول ظهور للكلمة كان في اللغة السنسكريتية بالفظ "قند"، ثم انتقلت إلى اللغة الآشورية البابلية بلفظة (ققَّدانو). ثم انتشرت في الشرق الأوسط بألفاظ عدة.
| السنسكريتية | الآشورية البابلية | الآرامية | السريانية | اليونانية | العربية | الفارسية | الإنجليزية |
| ----------- | ----------------- | -------- | --------- | --------- | ------- | -------- | ---------- |
| قند         | ققَّدانو            | قَنيود    | قنيود     | كنديو     | القند   | قند      | كَندي       |

## طرق التصنيع

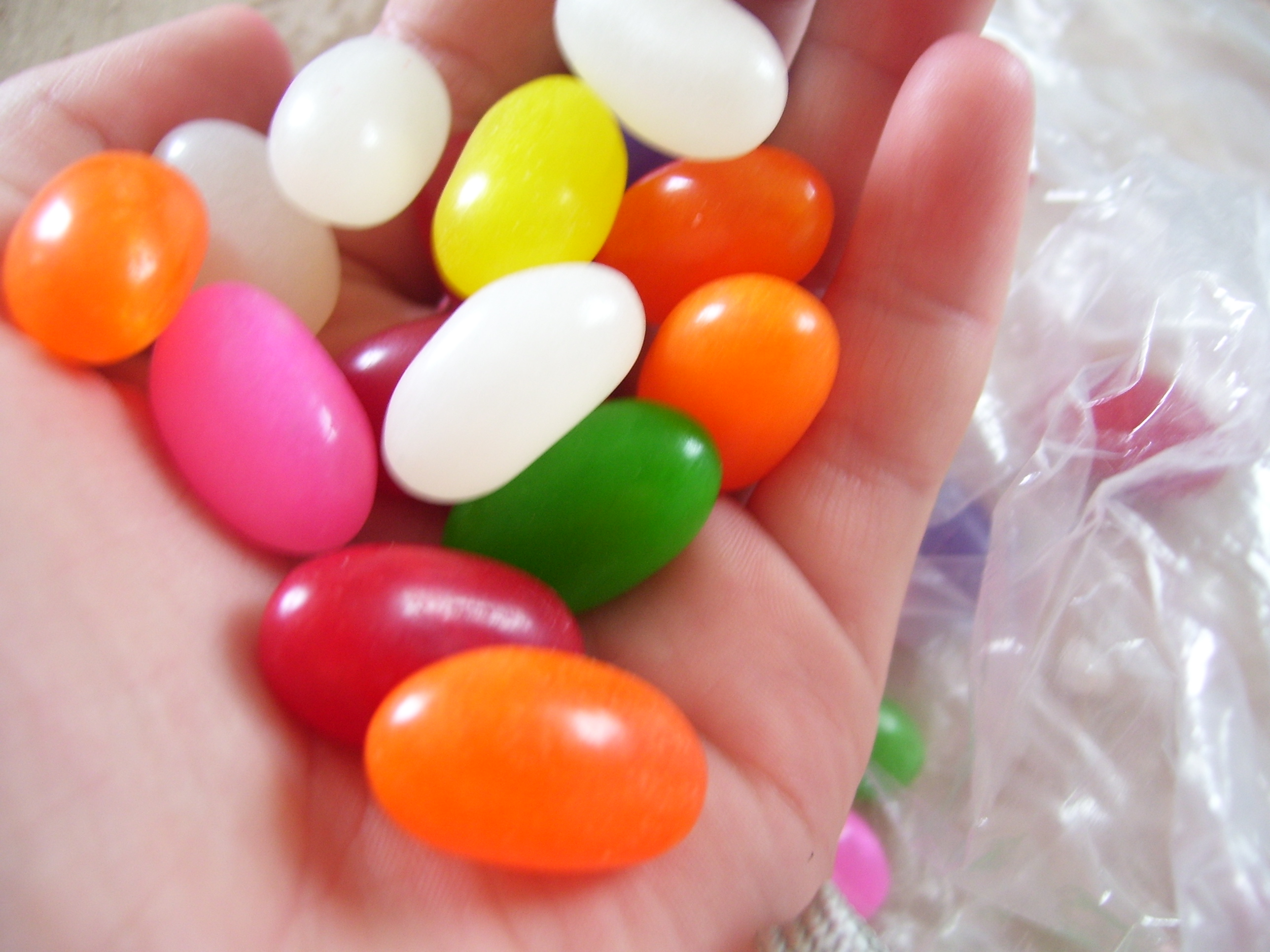
Jellybeans

تصنع الحلوى بتحضير شراب من السكر المذاب في الماء أو اللبن ويغلى إلى أن يصل إلى التركيز المطلوب أو يصبح شربات السكر.ويعتمد نوع الحلوى على المكونات والنكهات وعلى مدة غليان الخليط.وتأتى الحلوى في مجموعة كبيرة من الأشكال من مواد لينة ومطاطية وهشة. ومن أشهر الأمثلة على أنواع الحلوى: حلوى الكراميل، التوفى، حلوى اللوز، أقراص الحلوى، الفولية، العلكة، مصاصة، الجيلى، سكر نبات، حلوى النعناع، الفول السوداني، الزبيب والشوكولاته المغلفة، الحلوى الصلبة وتسمى في إنجلترا ب "boiled sweets"

### مراحل إعداد السكر
يعتمد القوام النهائى للحلوى على تركيز السكر، فعند غليان شراب السكر يتبخر الماء ويزداد تركيز السكر وترتفع درجة حرارة الغليان. فدرجة الحرارة المعطاة تقابل تركيز معين للسكر. وعامة، فإن درجات الحرارة المرتفعة والتركيز العالى للسكر يعمل على إنتاج حلوى صلبة وهشة، وعلى الناحية الأخرى فإن درجات الحرارة المنخفضة تؤدى إلى الحلوى اللينة. وهذه هي مراحل إعداد السكر:
|                           |                         |                      |             |  |
| المرحلة                   | درجة الحرارة (فهرنهايت) | درجة الحرارة (مئوية) | تركيز السكر |  |
| thread                    | 230-233                 | 110-111              | 80 ٪        |  |
| soft ball (e.g., fudge)   | 234-240                 | 112-115              | 85          |  |
| firm ball                 | 244-248                 | 118-120              | 87 ٪        |  |
| hard ball                 | 250-266                 | 121-130              | 92 ٪        |  |
| soft crack                | 270-290                 | 132-143              | 95 ٪        |  |
| hard crack (e.g., toffee) | 295-310                 | 146-154              | 99 ٪        |  |
| clear liquid              | 320                     | 160                  | 100 ٪       |  |
| brown liquid (caramel)    | 338                     | 170                  | 100 ٪       |  |
| burnt sugar               | 350                     | 177                  | 100 ٪       |  |

تستخدم هذه العمليات السابقة في اختبار الشراب عند درجات الحرارة المختلفة، فيتم إسقاط معلقة صغيرة من الشراب في الماء البارد ويتم تقييم خصائص الشراب لتحديد التركيز. وتتضح مراحل ال "crack" بكرة هشة جدا من الحلوى لو وضعت لحظة في الماء البارد سرعان ما تتشقق.
هذه الطريقة لا تزال تستخدم حتى اليوم في بعض المطابخ. ورغم أن ترمومتر الحلوى ملائم أكثر ولكن يعيبه أنه لا يمكن تعديله أوتماتيكيا طبقا للظروف المحلية مثل الارتفاع، على عكس اختبار الماء البارد.
وبمجرد أن يصل الشراب إلى درجة الغليان أو أكثر، تتحلل جزيئات السكروز إلى العديد من السكريات البسيطة، وتنشأ مادة كهرمانية اللون تعرف بالكراميل. ولا ينبغى الخلط بين الأخير وبين حلوى الكراميل، على الرغم من أن هذه المادة «الكراميل» هي النكهة الأساسية في أي حلوى.

### الحلوى والنباتيين

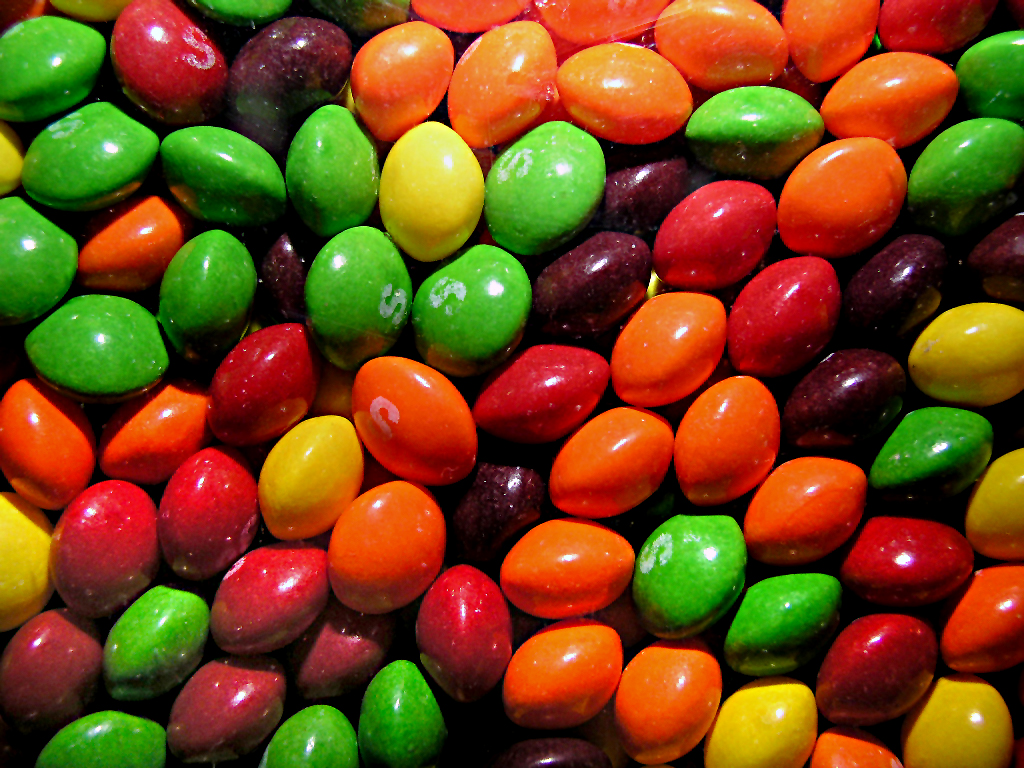
سكيتلز

تحتوى بعض الحلوى على مادة الجيلاتين الحيواني المتأتية من الكيراتين وهو البروتين الموجود في الجلد والشعر والأظافر، والحوافر، والقرون، والأسنان، وبالتالي يتم تجنبها من خلال النباتيين. وتعتبر مادة "Kosher gelatin" غير مناسبة أيضا للنباتيين لأنها مشتقة من عظام الأسماك. وقد تستخدم مواد أخرى، مثل الآغار والبكتين والنشا والصمغ العربي كبدائل الجيلاتين، على الرغم من أن المنتج النهائي قد يختلف عن الأصلي.
ومن المواد الأخرى المستخدمة في صناعة الحلوى وتعتبر غير مناسبة للنباتيين: «الكارمين» carmine وهو صبغة مصنعة من ال " cochineal".

## فترة الصلاحية
تمتد فترة صلاحية الحلوى في أي مكان من أسبوعين إلى أكثر من سنة، وقد تقل هذه المدة إذا لم تُحفظ الحلوى في مكان جاف وبارد.

## الجوانب الصحية

### على الأسنان
تحتوى الحلوى عموما على السكر، والسكر يمكن أن يؤدي إلى تلف الأسنان. ومع ذلك، فليس السكر نفسه الذي يضر بالأسنان. فهناك عدة أنواع من البكتيريا، وخاصة العقدية mutans، موجودة في الفم، وهذه البكتريا تتغذى على السكر. وعند حدوث ذلك، تنتج هذه البكتريا الأحماض في الفم التي تؤدى إلى تسوس وتآكل الأسنان. ولتجنب حدوث هذه المضاعفات ينصح أطباء الأسنان بغسل الأسنان باستمرار وخاصة بعد كل وجبة.
ويجب أيضا بعد اكلها غسل الاسنان جيدا كي لا تصاب باي ضرر كالتسوس مثلا

### مؤشر نسبة السكر في الدم
تحتوي الحلوى على كمية كبيرة من (glycemic index)، مما يعنى أنها تسبب زيادة كبيرة لنسبة السكر في الدم بعد هضم الطعام. ويعتبر هذا مصدر قلق للأشخاص الذين يعانون من مرض السكري، ويمكن أيضا أن تشكل خطرا على صحة غير المصابين بالسكري.

## معرض صور

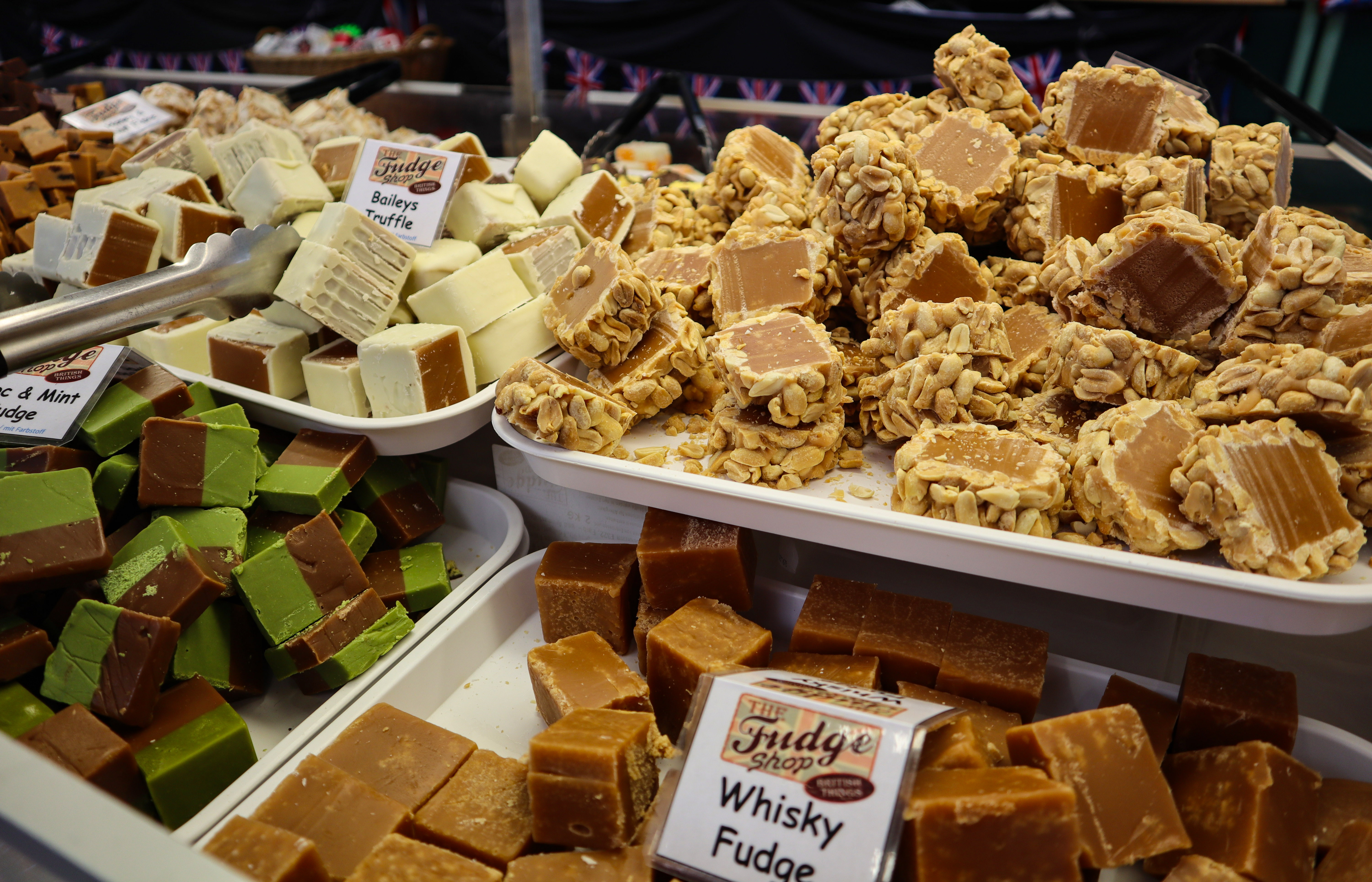
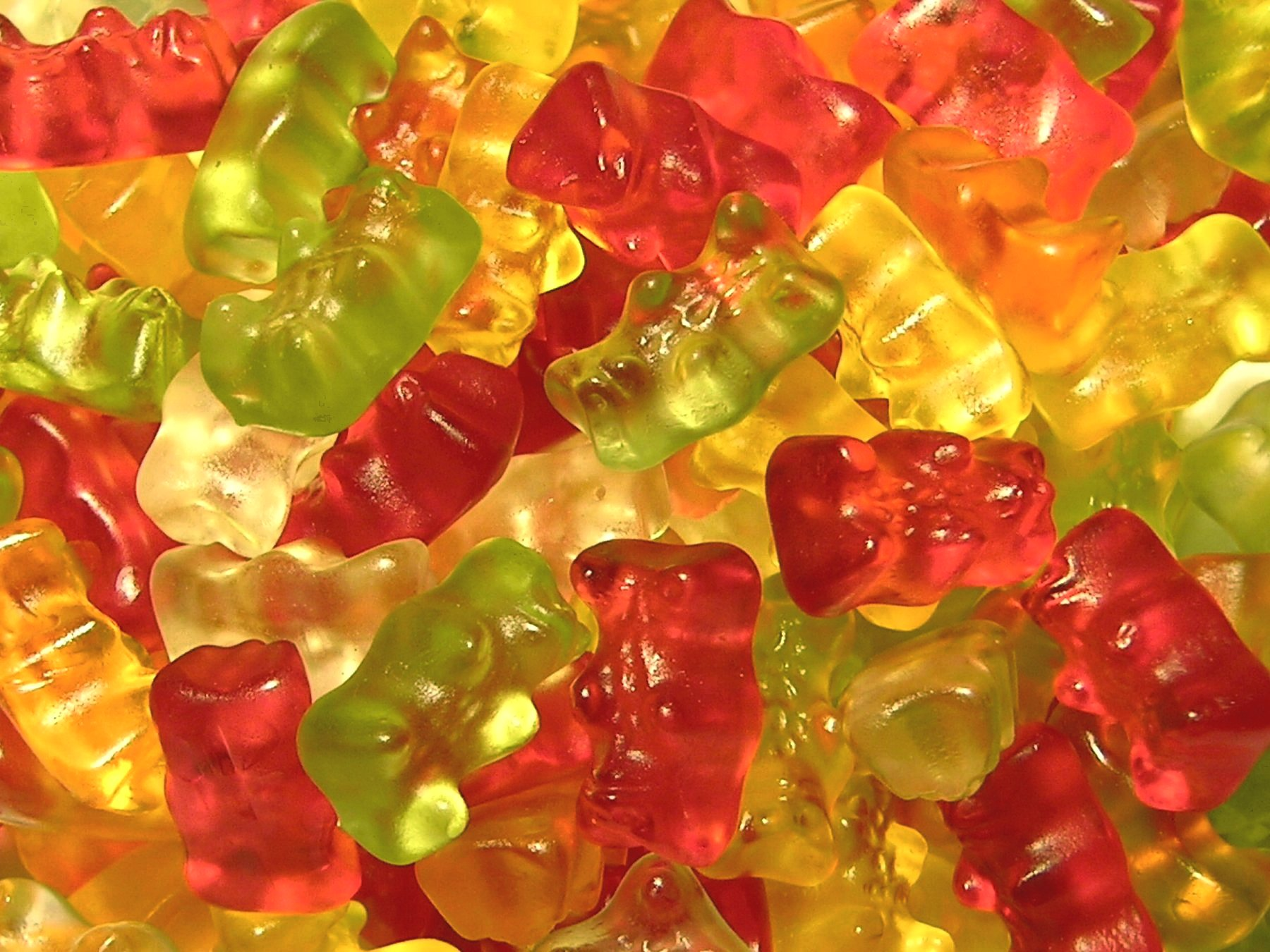
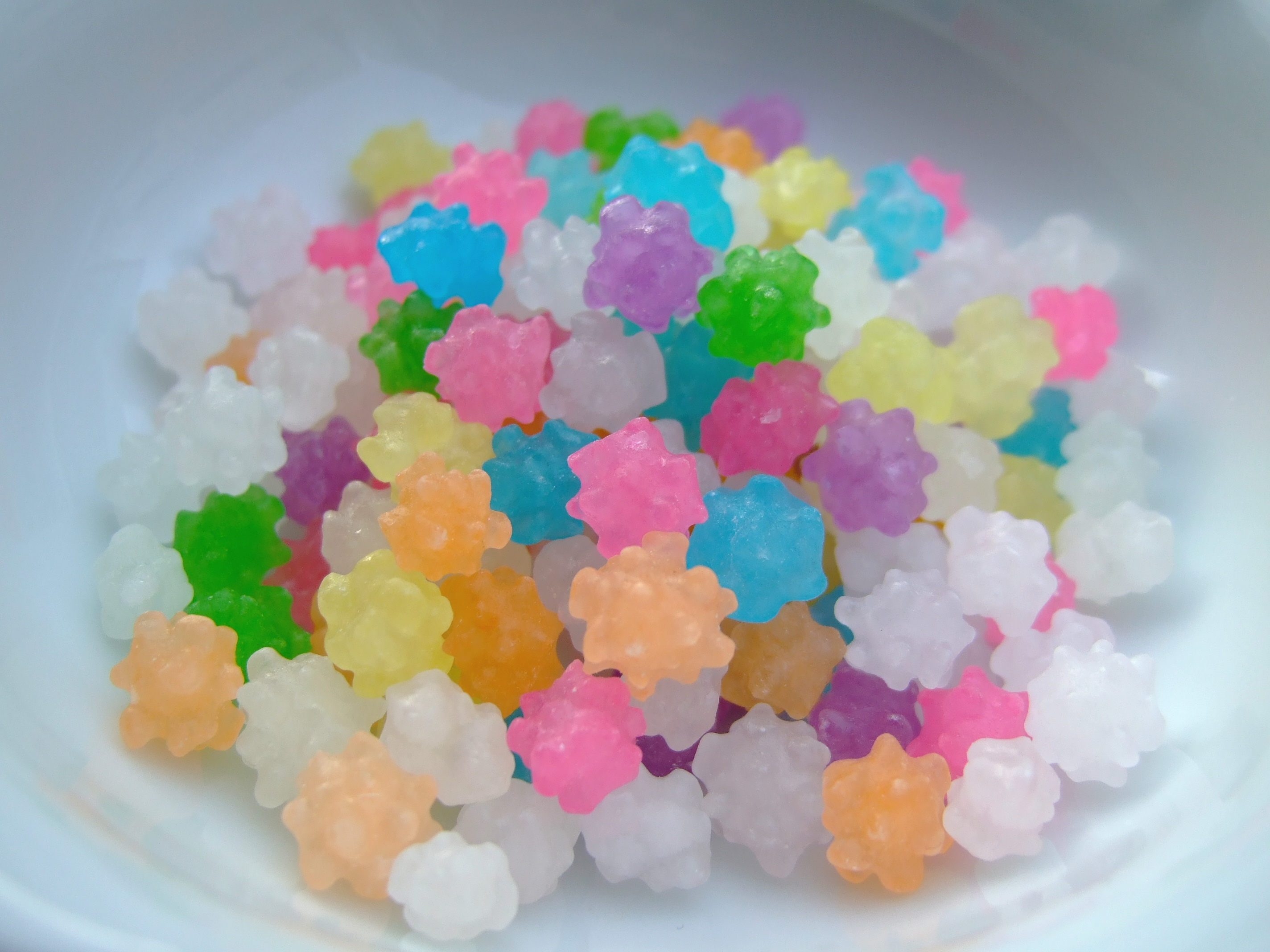
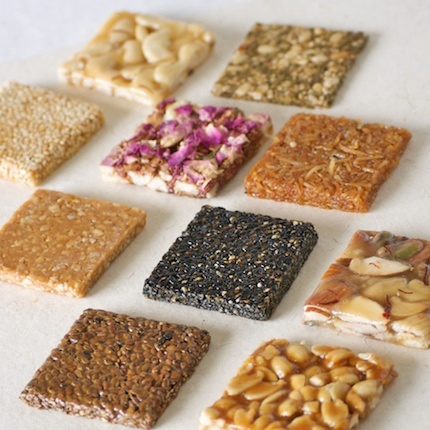
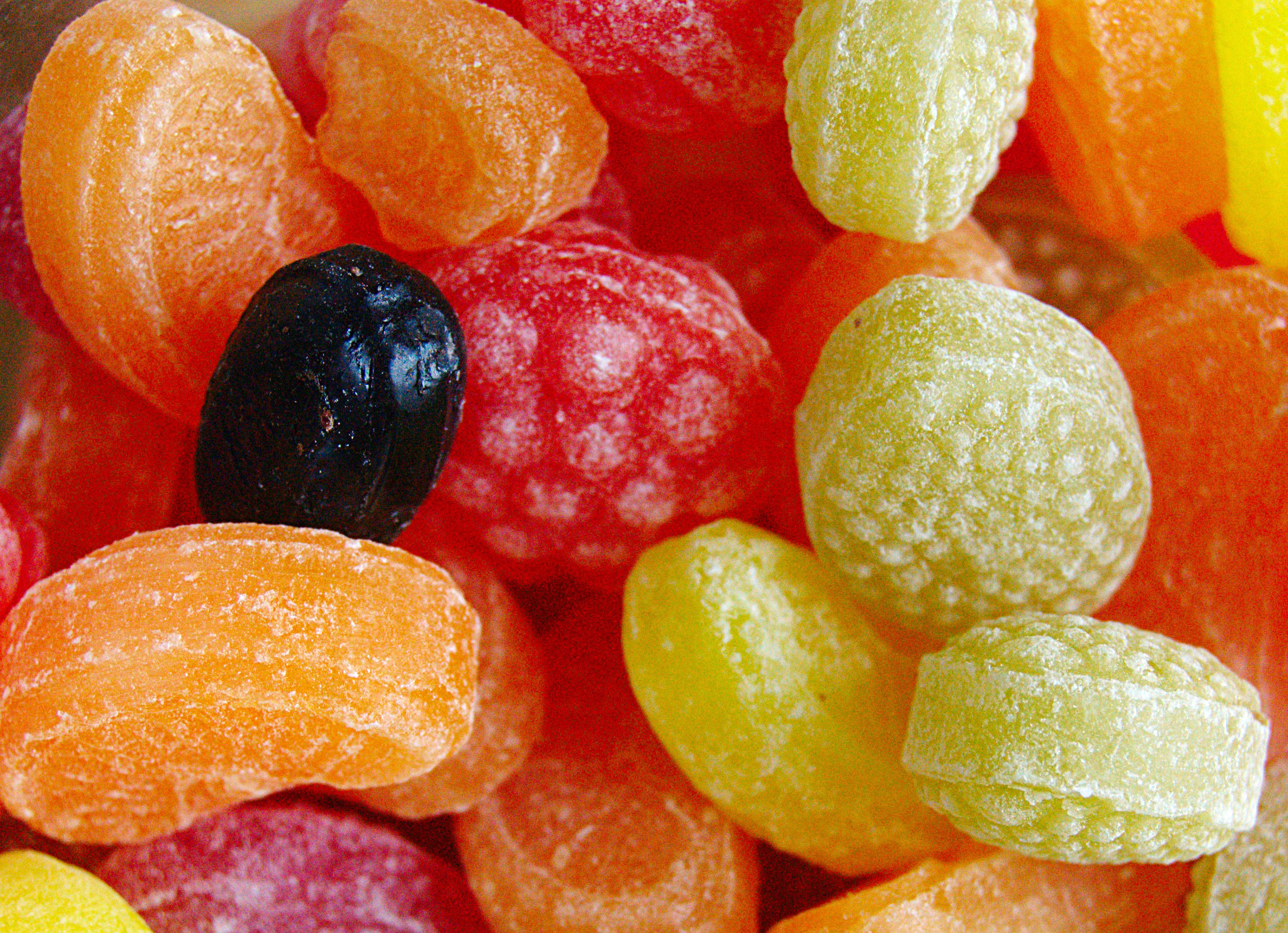
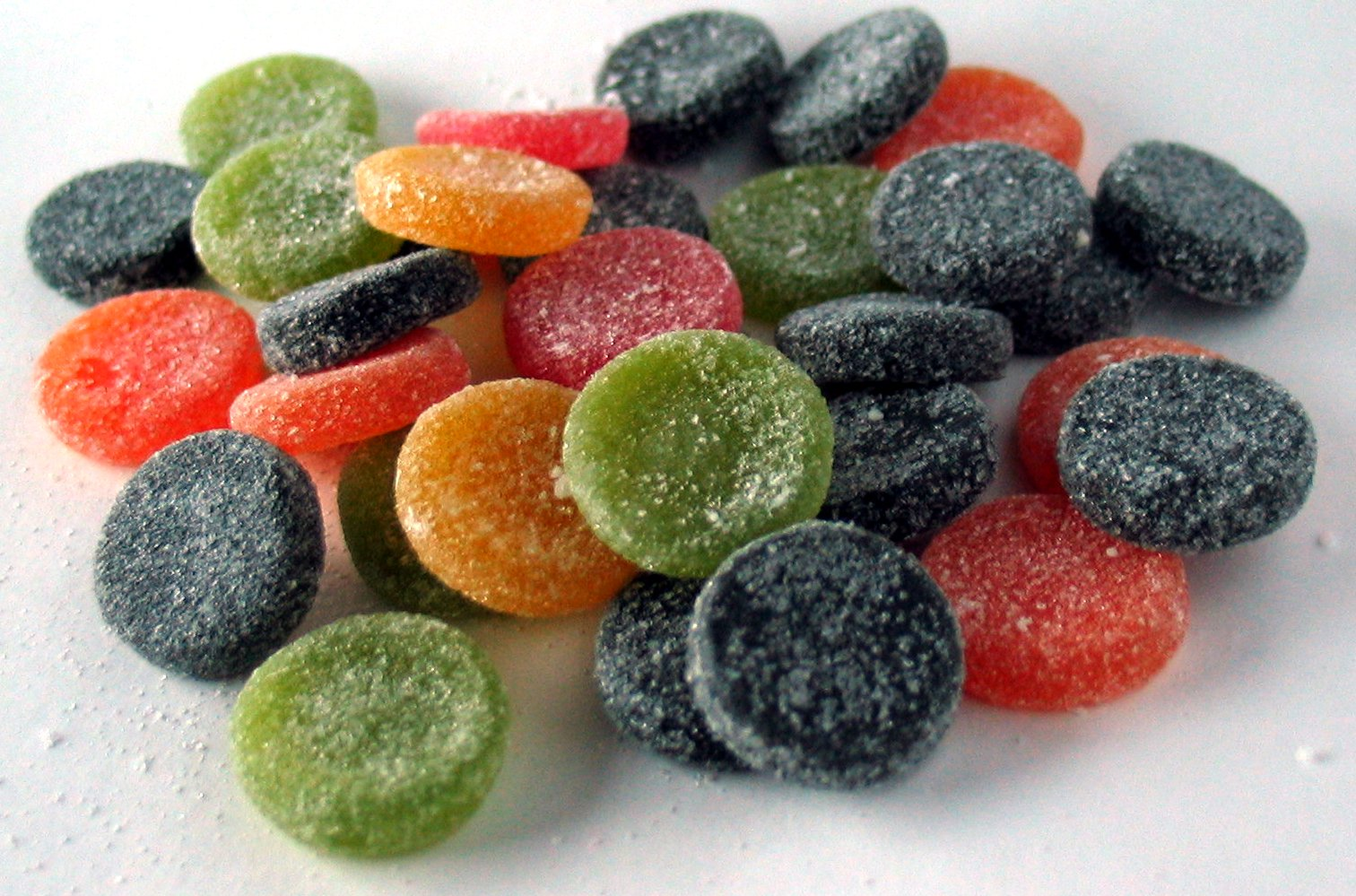